# Santuario de la naturaleza Torcazas de Pirque
El santuario de la naturaleza Torcazas de Pirque es un santuario de la naturaleza de Chile creado por decreto 1977 de 2007. Está ubicado entre las quebradas de Retamilla y de La madera, en la cuenca del río Clarillo (Maipo).